# Боброва (Лодзинське воєводство)
Боброва (пол. Bobrowa) — село в Польщі, у гміні Лишковиці Ловицького повіту Лодзинського воєводства.
Населення — 237 осіб (2011).
У 1975-1998 роках село належало до Скерневицького воєводства.

## Демографія
Демографічна структура станом на 31 березня 2011 року:
|          | Загалом | Допрацездатний вік | Працездатний вік | Постпрацездатний вік |
| -------- | ------- | ------------------ | ---------------- | -------------------- |
| Чоловіки | 124     | 26                 | 82               | 16                   |
| Жінки    | 113     | 15                 | 60               | 38                   |
| Разом    | 237     | 41                 | 142              | 54                   |